# Cá sửu
Cá sửu (Danh pháp khoa học: Boesemania) là một chi cá nước ngọt trong họ cá lù đù (Sciaenidae) thuộc bộ Cá vược Đây là chi đơn loài với loài duy nhất là cá sửu Boesemania microlepis. Đây là loài cá có giá trị kinh tế cao, là đối tượng của ngành đánh bắt thủy sản ở nhiều nước châu Á.

## Phân bố
Cá sửu sinh sinh sống ở những con sông của vùng Đông Nam Á Cá phân bố ở Campuchia, Lào, Indonesia (Borneo và Sumatra), Malaysia, Việt Nam và Thái Lan, chúng được tìm thấy ở các dòng sông Mekong, Chao Phraya River, Mae Klong, Sông Nan, Sông Tha Chin, và Sông Bang Pakong. Cá sửu có nguồn gốc từ Biển Hồ (Campuchia), theo dòng Mekong xuống, sinh sống nhiều nơi ở vùng đầu nguồn sông Hậu Ở Việt Nam, cá sửu là loài cá chỉ xuất hiện ở các sông lớn như sông Hậu, sông Tiền.

## Đặc điểm
Cá sửu nước ngọt là loại cá có vảy nhỏ, mình vàng nhạt, hơi giống cá chép. Cá sửu trung bình nặng cỡ 2 kg, dài 40 cm, cá biệt có con nặng đến 5 kg, dài đến 80 cm. Đây là loài cá cỡ lớn nó có thể dài đến 1 m (3,3 ft) và năng 18 kg (40 lb) Có ghi nhận về việc ngư dân bắt được cá sửu nặng hơn 6,1 kg trên sông Hậu, khoảng một tuần sau khi dính con cá sửu 6,1 kg thì tiếp tục giăng dính thêm con cá sửu khác nặng 7,7 kg và sau đó là con đến 09 kg. Cá sửu ít xương, không có xương vụn, thịt ngon, ngọt.
Thức ăn của cá chủ yếu là cá và giáp xác nhỏ. Là loài rất ít di chuyển, cả đời cá luôn sống ở gần hoặc bên trong các thủy vực sâu của các sông lớn. Đẻ trứng vào lúc cạn nhất của mùa khô (tháng 3-5) ở những đoạng sâu.; thịt cá rất thơm ngon. Hiện giá bán lẻ cá sửu nhỏ (10 con/kg) ở các chợ từ 80.000 - 90.000 đồng/kg, cá sửu to (con trên 2 kg) giá từ 120.000 - 180.000 đồng/kg.

## Trong ẩm thực
Cá sửu là nguyên liệu chế biến thành nhiều món ngon như Khô cá sửu mặn chưng cách thủy với thịt ba rọi bằm, củ hành tây xắt lát, gừng non xắt chỉ, thêm bún tàu, nấm rơm nữa thì trở thành món ngon bình dân nhưng không kém phần độc đáo. Món này ăn với cơm nấu hơi khô Ngư dân câu cá sửu bằng mồi trứng kiến, gián, thuốc mồi. 
Đa phần người ta thường ướp muối cá sửu thật mặn gọi là "khô cá mặn". Khô cá sửu mặn chưng cách thủy với thịt ba rọi bằm, củ hành tây xắt lát, gừng non xắt chỉ, thêm bún tàu, nấm rơm nữa thì trở thành món ngon bình dân